# Parque de Can Solei y Can el Arnús
El parque de Can Solei y Can el Arnús es un parque situado en el barrio de Casagemes de Badalona. Es considerado hoy en día el gran parque y el verdadero pulmón verde de Badalona, tanto por sus medidas como por su valor histórico, paisajístico y su riqueza vegetal y faunística; tanto es así que forma parte de la red de parques metropolitanos.
En superficie ocupa 10,8 ha, de las cuales 3 pertenecen a Can Solei y 8 a Can el Arnús. Limita en el norte con la C-31, en el oeste con la calle de la Seo de Urgel, en el sur con la calle de San Bruno y al este con la riera de Canyadó. Se pueden distinguir varias áreas dentro del conjunto, a diferenciar entre los jardines históricos, con toda una serie de elementos de gran interés; la zona de huertos, actualmente sin uso; la explanada superior, muy empleada para celebrar actos de carácter popular; finalmente el paseo central, que comunica las dos fincas y está flanqueado por plataneros centenarios.

## Historia

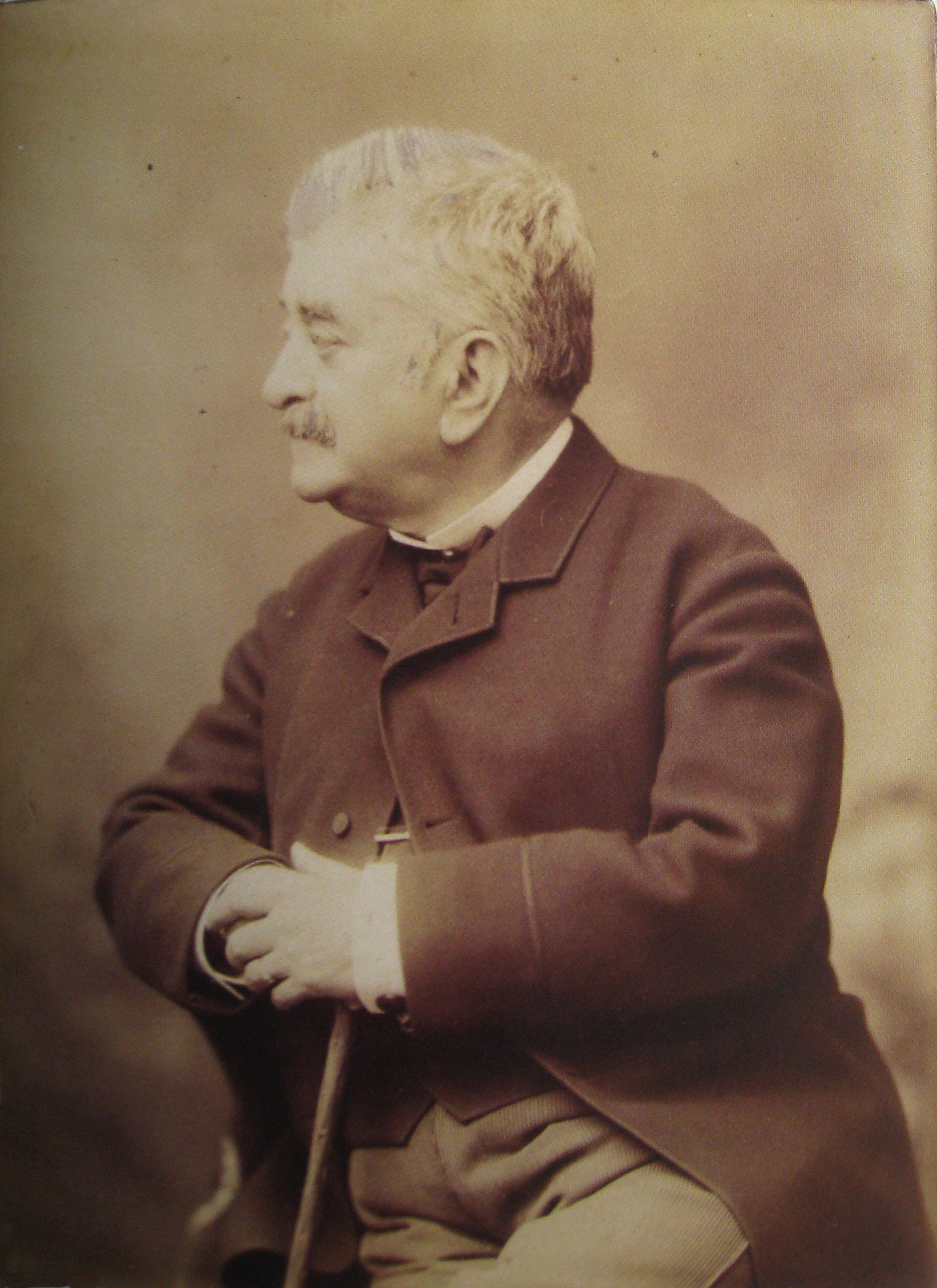
Evaristo Arnús, en un retrato de 1886 de los Fotógrafos Napoleon.

Las dos fincas habían sido de propiedad privada. Can Solei lo fue hasta los años setenta y Can el Arnús hasta los noventa. Con todo, en origen las dos habían sido una sola finca, por eso cuando se  llevaron a cabo mejoras se quiso potenciar la unidad del conjunto.
Can Solei se remonta a una antigua finca agrícola documentando el 1565 llamada Mas Solei. En el siglo XIX, Evaristo Arnús, un banquero, financiero, inversor, filántropo y mecenas destacado, con un papel relevante en la Exposición Universal de Barcelona de 1888, adquirió por pública subasta 8 ha del antiguo Mas Solei. Allí se construyó su casa de veraneo, bordeada de un jardín con elementos propios del estilo de la época, además de una zona de huerta para consumo propio y de las personas que trabajaban para él. Con todo se desconoce quién planificó el jardín, aunque se puede dividir cronológicamente las etapas de construcción, siendo primero el jardín romántico y después el espacio inmediato en la casa de invitados, posterior a la casa solariega.
El hijo de Evaristo Arnús, Emilio Arnús y Oliveras, modificó la fisonomía de la casa solariega, añadiendo la escalinata de la entrada, e hizo construir el castillo de torre cuadrada en medio del lago, construido en una piedra especial portada desde Bélgica. El pueblo de Badalona era invitado a entrar en los jardines en ocasiones especiales para participar en fiestas populares, conciertos o representaciones teatrales. Anecdóticamente, con motivo de la inauguración de la Exposición Universal de 1888, Evaristo Arnús ofreció hospedaje a la familia real durante dos días en su casa, y la reina regente María Cristina, acompañada de Alfonso XIII (entonces un niño de dos años y medio) se alojó en ella. De esta visita todavía queda la cadena que bordea la casa, signo externo de que allí había pernoctado un miembro de la familia real
Dos meses después de estallar la Guerra Civil, ambas propiedades fueron incautadas y abiertas a la ciudadanía, y se celebró un gran festival con motivo de la entrega "al pueblo badalonés de su parque público". Los actos duraron un día y medio, en los que hubo sardanas, bailes, cantos corales, exposición y venta de dibujos, festival infantil, etc. Las ganancias de estos eventos fueron a proveer a las tropas que marchaban al frente. Sin embargo, finalizada la guerra, las fincas fueron devueltas a sus antiguos propietarios.

### Conversión en parques públicos
Can Solei fue expropiado entre 1960 y 1970, y en 1977 finalmente se convirtió en público. La apertura de Can Solei se produce en 1984, y desde entonces se han ido realizando actuaciones encaminadas a consolidar las estructuras existentes y que merecen ser conservadas, mejorar y consolidar los caminos históricos, recuperar el circuito de agua y potenciar la vegetación. En cuanto a Ca l'Arnús, la cuarta generación de la familia Arnús vendió parte de la finca a la Corporación Metropolitana de Barcelona y otra a una inmobiliaria. Hoy en día casi toda la finca es pública; la vieja reivindicación "Ca l'Arnús, parque público" es una realidad. Uno de los grandes retos del Ayuntamiento fue comunicar definitivamente Can Solei y Ca l'Arnús.

### Unión definitiva
La unión definitiva se convirtió en una realidad en el 2007, momento de inauguración de Ca l'Arnús, cuando el Ayuntamiento de Badalona hizo efectiva la conexión simbólica a través de una puerta que unía ambos espacios. Actualmente la comunicación está mucho más garantizada a través del eje vertebrador del parque, que circula paralelo a la calle de San Bruno, uniendo la riera de Canyadó con la calle de la Seo de Urgel, además de varios caminos, desde el abierto por el lado de la torre de vigía, en los anexos al jardín  de la parte de Can Solei

## El Parque

### Can Solei

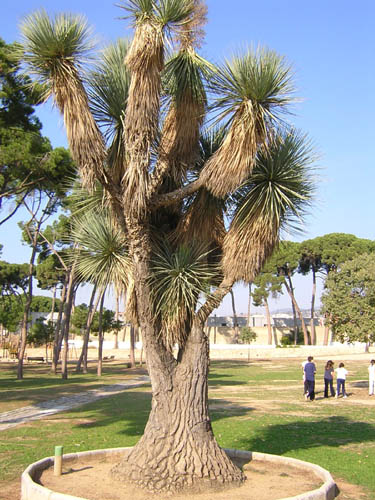
El Canelobre, la nolina de Can Solei

La configuración actual con los edificios y los jardines de la parte baja es de finales del siglo XIX. Actualmente es un espacio con distintos niveles separados claramente para sus usos, en la parte superior podemos encontrar una explanada arbolada con pinos, que se utiliza para actividades de ocio. Inmediatamente por debajo, hay un espacio de transición con arena y viejos plátanos de sombra que separa el jardín histórico, con una profusión vegetal considerable, propia de los jardines de esa época
En 1994 sufrió una remodelación que le dejó sin algunos de sus rasgos característicos propios de los jardines románticos, tales como la circulación de agua, la gruta o las fuentes. Elementos que se han intentado recuperar en las últimas actuaciones de mejora del parque.

#### Jardines y la explanada
Los jardines crean un espacio con un ambiente sombrío, íntimo y protector, que envuelve al paseante. Dentro, los caminos de arena recorren la zona uniendo los elementos y parterres de formas y tamaños variables, recubiertos y bordeados de hiedra, con árboles centrales y restos de rocallas, reproduciendo cascadas, estanques y manantiales, recuerdan su marcado carácter romántico. El verde perennifolio de pinos, cedros, tejos, laureles, cóculos, entre otras especies dominan el parque todo el año, mientras que algunas manchas de los árboles caducifolios son los que resaltan los cambios estacionales. Por tanto, cabe remarcar la diversidad vegetal y una notable presencia de árboles singulares y arbustos convertidos en pequeños árboles. Precisamente, entrando por la calle Seo de Urgel hay una plazoleta rodeada de palmeras de diferentes especies que contrasta con los alrededores.
La explanada es el sector más elevado y soleado, había estado dedicado tradicionalmente al cultivo de huertas y árboles frutales para consumo familiar. Hoy es una gran plaza del parque, que acoge actividades lúdicas y de ocio. La vegetación que destaca más de esta zona son los pinos piñoneros, también hay algunos robles aislados, encinas, almeces y algún eucalipto. Hay que mencionar una nolina, el "Canelobre", de más de cien años, una de las singularidades botánicas más notables de la red de parques metropolitanos.

#### Casas solariegas
Entre los jardines y la explanada se encuentran las antiguas casas de familia, separadas por un patio central con palmeras, algunas muy poco habituales, como la butia, o singulares como la palmera datilera. Los edificios son de bellas y sencillas líneas arquitectónicas, con galerías y terrazas vertidas en el patio que disponían antiguamente de una gran riqueza de mobiliario y elementos decorativos.

### Ca l'Arnús
El conjunto de Ca l'Arnús se convierte en único en la ciudad por sus edificaciones singulares, como por su riqueza vegetal y faunística, testimonios vivientes de cómo estaba estructurada la vida, el ocio y la acogida de la gente de familias acomodadas del siglo XIX.
La parte más antigua de los jardines data de 1870-1880. Tiene un diseño romántico propio de los jardines de la época, con una vegetación frondosa y tupida donde predominan los cóculos, palmeras, pinos, eucaliptos, plátanos, palmitos, cipreses, bambúes, casuarinas, bellasombras, entre otras especies, muchos de estos árboles son centenarios y de grandes dimensiones; distintos caminos y recorridos sinuosos recorren el jardín, combinados con elementos románticos como el gran lago navegable, las fuentes ornamentales, esculturas, grutas y zonas de cascada o glorietas. Destacan los edificios relacionados con el jardín: la torre Arnús, el castillo del lago, la torre del agua y la torre del reloj. Los caminos son los ejes principales de la finca, desde la calle Sant Bru y desde la riera de Canyadó, dos paseos de plátanos a ambos lados entran en el jardín.

#### Torre Arnús
La torre Arnús presenta el resultado de diferentes intervenciones a lo largo de los años. Josep Oriol Mestres fue el primer arquitecto, entre otras obras destacadas se encuentran el Gran Teatro del Liceo y la fachada de la catedral de Barcelona. Años después, Emilio Arnús encargó una remodelación a Salvador Vinyals y Sabaté, que también proyectó el castillo del lago y otros proyectos de los Arnús. La casa es de estilo neoclásico, es cuadrangular, con planta baja, piso y buhardilla. Tiene en la fachada principal, un porche con cuatro columnas que sostienen las terraza que mira al mar. En los laterales hay galerías con arcadas y una azotea, orientada a montaña, en la parte trasera.

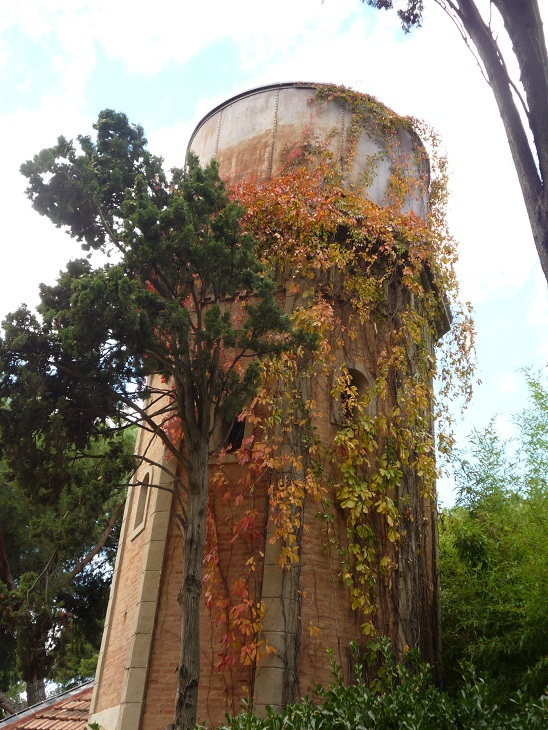
Depósito de agua

#### Jardín de los cóculos y plaza de la glorieta
Cerca de la torre Arnús está el jardín de los cóculos. En uno de sus parterres cercanos hay un busto de Evaristo Arnús, pero el elemento más remarcable de esta zona es la torre del Reloj, datada de 1883, dentro se encuentra una estación meteorológica que hizo construir Evaristo Arnús, dotada de un calendario perpetuo y de todos los instrumentos de medida (termómetro, pluviómetro, higrómetro, etc.) de la prestigiosa marca Ferrer, Collin y Cía. Está forrada en madera por la parte exterior, y originalmente estaba junto al antiguo Teatro Lírico de Barcelona, fundado también por Arnús, situado en el paseo de Gràcia, en las calles Provença, Pau Claris y Mallorca. Tras el derribo del teatro, Emilio Arnús decidió trasladarlo a sus jardines de Badalona. Ha sido restaurado en los últimos años
Inmediato a este espacio existe una plaza más abierta, con una glorieta como elemento central. En el prado contiguo se encuentran las dos únicas esculturas que han quedado en el parque de las muchas que lo habían adornado antiguamente: un Hércules Farnesio y una Venus púdica, formaban parte del jardín neoclásico de finales del XVIII y fueron las únicas que se salvaron después de la ocupación del parque por los militares durante la Guerra del Francés. Entre este espacio y el jardín de los cóculos se encuentra el camino de los cipreses, que inicia su recorrido en el límite superior de la finca, donde se encuentra la fuente de Sant Antoni y el mirador del lago. Es el camino central que conecta las distintas partes del jardín de Ca l'Arnús. Pasada la balsa, a mano izquierda, se encuentra la torre del Agua. Construida alrededor de 1887, está hecha en ladrillo visto, piezas de piedra caliza y el depósito de hierro, cuya función era almacenar y distribuir agua del pozo.

#### El lago, el Castillo y la Casa Nueva

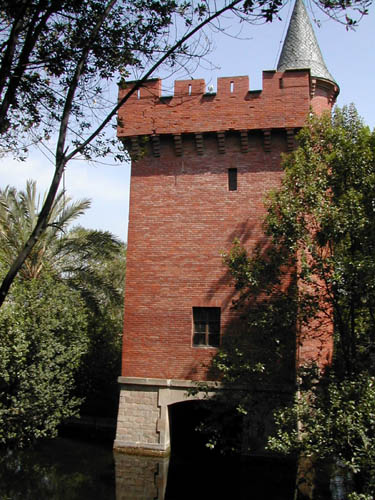
Castillo del lago

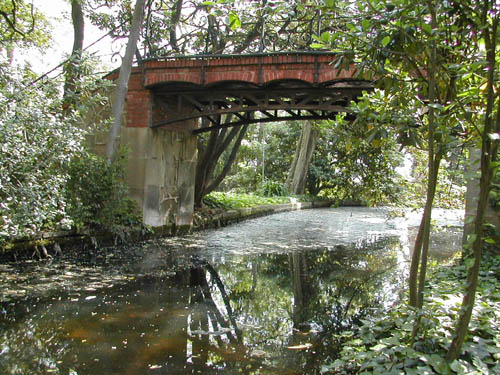
Puente sobre el lago

El lago es uno de los elementos más característicos del parque. Lo envuelve una gran masa de vegetación rica y diversa: palmeras, árboles del amor y mimosas, en medio del lago está el Còcul Gros de Ca l'Arnús, el más robusto y corpulento de los que hay en el parque. Alimentado antiguamente por una mina, hoy perdida, su forma recuerda a un ocho achatado, siendo dos manzanas los huecos. Cuenta con todo un sistema de puentes y caminos, que crea una sensación de encontrarse en un sitio escondido e impenetrable. Con el lago, el otro elemento singular es el castillo, de estilo neogótico, con almenas en la cima, puente levadizo y embarcadero, se levanta sobre las aguas y da un aire más romántico al jardín.
El elemento final de Ca l'Arnús es la casa nueva, construida a mediados del siglo XX junto al lago, de líneas sencillas y elegantes. Tiene forma rectangular, planta baja y un piso y galerías en los laterales. Plantas trepadoras de diferentes especies y colores adornan la fachada. Enfrente hay una piscina bordeada por un semicírculo de arbustos recortados. A medida que se aleja más de la casa la vegetación se va haciendo más densa y se convierte en un pequeño bosque, donde dominan los pinos y encinas, en medio de una gran diversidad de árboles y arbustos.

## Actividades
A lo largo del año se celebran varios actos en el ámbito del parque. Es un escenario importante dentro de las Fiestas de Mayo, lugar de celebración de la Fiesta del Badiu y de algunos de los conciertos que se realizan en el marco de las fiestas, igualmente con los conciertos de la Fiesta Mayor de Agost. En septiembre también se celebran los actos del encuentro de la sardana..
El Museo de Badalona realiza visitas guiadas periódicamente en el parque.

## Transportes
El contornos del parque tienen una serie de paradas de autobús, todas operadas por TUSGSAL.
- B2 (Badalona Canyadó - Sta. Coloma H. Espíritu Santo)[7]
- B4 (Badalona Mas Ramo - Badalona Montigalà)[8]
- B29 (Badalona Montigalà - Tiana Polideportivo)[9]
- B30 (Sta. Coloma Can Franqueza - Tiana La Virreina)[10]
- B31 (Badalona Manresano - Sta. Coloma Pl. de la Vila)[11]
- B44 (Badalona Pomar - Badalona Avda. Martí Pujol)[12]
- N9 (Barcelona Pl. Portal de la Pau - Tiana Edith Llaurador)[13]